# Paralepas americana
Paralepas americana är en kräftdjursart som beskrevs av Henry Augustus Pilsbry 1953. Paralepas americana ingår i släktet Paralepas och familjen Heteralepadidae. Inga underarter finns listade i Catalogue of Life.